# ジョン・マルコヴィッチ
ジョン・マルコヴィッチ（John Malkovich, 1953年12月9日 - ）は、アメリカ合衆国の俳優、映画プロデューサー。個性的な演技派俳優として世界的に活躍している。

## 生い立ち
イリノイ州クリストファーにて、クロアチア系の父親とスコットランド及びドイツ系の母親の間に生まれる。両親は共に地元の雑誌や新聞社のオーナーであり、また自然保護運動にも熱心であった。
イリノイ大学で環境を専攻していたが、演劇に変更し、卒業した。

## キャリア

### 俳優活動
1976年に友人のゲイリー・シニーズと設立したステッペンウルフ・シアター・カンパニーで数々の舞台に立ち、高い評価を得た。その後ブロードウェイでも『True West』や『セールスマンの死』などでオビー賞など数々の賞を受賞。1984年に映画デビュー。
スクリーンでは悪役を演じることが多いが、近年ではそれ以外でも『ザッツ★マジックアワー ダメ男ハワードのステキな人生』『チェンジリング』『バーン・アフター・リーディング』『RED/レッド』と、主役・準主役を演じることもある。

### その他
ファッションブランドを立ち上げている。2012年にはiPhone 4SのCMに起用された。

## 私生活
女優のグレン・ヘドリーと1982年に結婚したが1988年に離婚。一時ミシェル・ファイファーとの交際が伝えられたが、1989年に映画制作スタッフのニコレッタ・ペイランと再婚して男女の子供が二人いる。
フランス語に堪能。
2002年にイギリスで公演中、イスラエルとブッシュ政権の中東政策を痛烈に批判したイギリスのジョージ・ギャロウェイ下院議員（リスペクト党）を「射殺したい」と発言し、物議を醸した。

## フィルモグラフィ

### 映画
| 年   | 題名                                                                     | 役名                                                 | 備考                                                                              | 吹替                                          |
| ---- | ------------------------------------------------------------------------ | ---------------------------------------------------- | --------------------------------------------------------------------------------- | --------------------------------------------- |
| 1981 | 新聞記者の信疑 Word of Honor                                             | ゲイリー                                             | テレビ映画                                                                        |                                               |
| 1984 | プレイス・イン・ザ・ハート Places in the Heart                           | ウィル氏                                             |                                                                                   |                                               |
| 1984 | キリング・フィールド The Killing Fields                                  | アル・ロックフォス                                   | 千田光男（フジテレビ版）                                                          |                                               |
| 1985 | セールスマンの死 Death of a Salesman                                     | ビフ                                                 | テレビ映画 プライムタイム・エミー賞助演男優賞（ミニシリーズ・テレビ映画部門）受賞 |                                               |
| 1985 | 哀愁のエレーニ Eleni                                                     | ニック                                               |                                                                                   |                                               |
| 1987 | 新生人 Mr.アンドロイド Making Mr. Right                                  | ジェフ・ピーターズ / ユリシーズ                      | 日本劇場未公開                                                                    | 堀内賢雄                                      |
| 1987 | ガラスの動物園 The Glass Menagerie                                       | トム・ウィングフィールド                             |                                                                                   |                                               |
| 1987 | 太陽の帝国 Empire of the Sun                                             | ベイシー                                             |                                                                                   |                                               |
| 1988 | マイルズ・フロム・ホーム Miles from Home                                 | バリー・マクスウェル                                 |                                                                                   |                                               |
| 1988 | 危険な関係 Dangerous Liaisons                                            | ヴァルモン子爵                                       | 津嘉山正種                                                                        |                                               |
| 1990 | シェルタリング・スカイ The Sheltering Sky                                | ポート・モレスビー                                   | 津嘉山正種                                                                        |                                               |
| 1991 | クイーンズ・ロジック/女の言い分・男の言い訳 Queens Logic                 | エリオット                                           | 大滝進矢                                                                          |                                               |
| 1991 | 幸福の選択 The Object of Beauty                                          | ジェイク                                             |                                                                                   |                                               |
| 1992 | ウディ・アレンの影と霧 Shadows and Fog                                   | 道化師                                               |                                                                                   |                                               |
| 1992 | 二十日鼠と人間 Of Mice and Men                                           | レニー・スモール                                     |                                                                                   |                                               |
| 1992 | ジェニファー8 Jennifer Eight                                             | セント・アン捜査官                                   | 日本劇場未公開                                                                    | 大塚芳忠                                      |
| 1993 | 生きてこそ Alive                                                         | 年老いたカルロス・“カルリトス”・パエス（ナレーター） | クレジットなし                                                                    | 中田和宏                                      |
| 1993 | ザ・シークレット・サービス In the Line of Fire                           | ミッチ・リアリー                                     |                                                                                   | 金尾哲夫（ソフト版） 樋浦勉（テレビ朝日版）   |
| 1993 | 真・地獄の黙示録 Heart of Darkness                                       | クルツ                                               | テレビ映画                                                                        |                                               |
| 1995 | メフィストの誘い O Convento                                              | マイケル                                             |                                                                                   |                                               |
| 1995 | 愛のめぐりあい Beyond the Clouds/Al di là delle nuvole                   | ディレクター                                         | 池田勝                                                                            |                                               |
| 1996 | 狼たちの街 Mulholland Falls                                              | トーマス・ティムズ                                   | 山野史人（ソフト版） 千田光男（テレビ東京版）                                     |                                               |
| 1996 | ジキル&ハイド Mary Reilly                                                | ヘンリー・ジキル博士 / エドワード・ハイド氏          | 津嘉山正種                                                                        |                                               |
| 1996 | ある貴婦人の肖像 The Portrait of a Lady                                  | ギルバート・オズモンド                               | 松橋登                                                                            |                                               |
| 1996 | 魔王 The Ogre/Der Unhold                                                 | アベル                                               | 金尾哲夫                                                                          |                                               |
| 1997 | コン・エアー Con Air                                                     | サイラス・グリッソム                                 | 壌晴彦（ソフト版） 樋浦勉（テレビ朝日版）                                         |                                               |
| 1999 | 仮面の男 The Man in the Iron Mask                                        | アトス                                               | 大塚芳忠                                                                          |                                               |
| 1999 | ラウンダーズ Rounders                                                    | テディ-KGB                                           | 佐々木梅治                                                                        |                                               |
| 1999 | 見出された時 -「失われた時を求めて」より- Le Temps retrouvé              | シャルリュス男爵                                     | 内田直哉                                                                          |                                               |
| 1999 | マルコヴィッチの穴 Being John Malkovich                                  | ジョン・ホレイショ・マルコヴィッチ                   | ニューヨーク映画批評家協会賞 助演男優賞 受賞                                      | 屋良有作                                      |
| 1999 | ジャンヌ・ダルク The Messenger: The Story of Joan of Arc                 | シャルル7世                                          |                                                                                   | 土師孝也（ソフト版） 山寺宏一（日本テレビ版） |
| 1999 | ザ・ディレクター ［市民ケーン］の真実 RKO 281                            | ハーマン・J・マンキーウィッツ                        | テレビ映画                                                                        | 千田光男                                      |
| 1999 | ジョン・マルコヴィッチのレディース・ルーム Ladies Room                   | ロベルト                                             | 日本劇場未公開                                                                    | 大川透（旧ソフト） 宮健一（新ソフト版）       |
| 2000 | シャドウ・オブ・ヴァンパイア Shadow of the Vampire                       | ムルナウ                                             |                                                                                   | 田中秀幸                                      |
| 2001 | 家路 Je rentre à la maison                                               | ジョン・クロフォード（映画監督）                     |                                                                                   |                                               |
| 2001 | ノックアラウンド・ガイズ Knockaround Guys                                | テディ・デザーブ                                     | 土師孝也                                                                          |                                               |
| 2001 | HOTEL ホテル Hotel                                                       | オマー・ジョンソン                                   |                                                                                   |                                               |
| 2002 | ダンス オブ テロリスト The Dancer Upstairs                               | アビマエル・グスマン                                 | 兼監督・製作 日本劇場未公開                                                       |                                               |
| 2002 | リプリーズ・ゲーム Ripley's Game/Il gioco di Ripley                      | トム・リプリー                                       | 日本劇場未公開                                                                    | 池田勝                                        |
| 2002 | アダプテーション Adaptation.                                             | 本人                                                 | クレジットなし                                                                    | 屋良有作                                      |
| 2003 | ジョニー・イングリッシュ Johnny English                                  | パスカル・ソヴァージュ                               |                                                                                   | 水野龍司（ソフト版） 山路和弘（劇場公開版）   |
| 2003 | 永遠の語らい Um Filme Falado                                             | ジョン・ワレサ船長                                   |                                                                                   |                                               |
| 2004 | リバティーン The Libertine                                               | チャールズ2世                                        | 兼製作                                                                            | 土師孝也                                      |
| 2005 | 銀河ヒッチハイク・ガイド The Hitchhiker's Guide to the Galaxy            | ハーマ・カヴーラ                                     |                                                                                   | 内田直哉                                      |
| 2005 | アイ・アム・キューブリック! Colour Me Kubrick                            | アラン・コンウェイ                                   | 日本劇場未公開                                                                    |                                               |
| 2006 | アートスクール・コンフィデンシャル Art School Confidential               | サンディフォード                                     | 兼製作 日本劇場未公開                                                             |                                               |
| 2006 | クリムト Klimt                                                           | グスタフ・クリムト                                   |                                                                                   |                                               |
| 2006 | エラゴン/遺志を継ぐ者 Eragon                                             | ガルバトリックス王                                   | 大塚芳忠                                                                          |                                               |
| 2007 | ベオウルフ/呪われし勇者 Beowulf                                          | アンファース                                         | 中尾隆聖                                                                          |                                               |
| 2008 | ザッツ★マジックアワー ダメ男ハワードのステキな人生 The Great Buck Howard | バック・ハワード                                     | 日本劇場未公開                                                                    | 永田博丈                                      |
| 2008 | チェンジリング Changeling                                                | グスタヴ・ブリーグレブ牧師                           |                                                                                   | 壌晴彦                                        |
| 2008 | ミュータント・クロニクルズ Mutant Chronicles                             | コンスタンティン                                     | 浦山迅                                                                            |                                               |
| 2008 | バーン・アフター・リーディング Burn After Reading                        | オズボーン・コックス                                 | 樋浦勉                                                                            |                                               |
| 2009 | メッセージ そして、愛が残る Afterwards                                   | ケイ                                                 | 池田勝                                                                            |                                               |
| 2010 | ジョナ・ヘックス Jonah Hex                                               | クエンティン・ターンブル                             | 日本劇場未公開                                                                    | 佐々木勝彦                                    |
| 2010 | RED/レッド RED                                                           | マーヴィン・ボッグス                                 |                                                                                   | 樋浦勉                                        |
| 2010 | セクレタリアト/奇跡のサラブレッド Secretariat                            | ルシアン・ローリン                                   | 日本劇場未公開                                                                    | 樋浦勉                                        |
| 2011 | トランスフォーマー/ダークサイド・ムーン Transformers: Dark of the Moon   | ブルース・ブラゾス                                   |                                                                                   | 金尾哲夫                                      |
| 2012 | 皇帝と公爵 Linhas de Wellington                                          | ウェリントン将軍                                     | 別題『ナポレオンに勝ち続けた男 -皇帝と公爵-』                                     | （吹替版なし）                                |
| 2013 | ウォーム・ボディーズ Warm Bodies                                         | グリジオ大佐                                         |                                                                                   | 樋浦勉                                        |
| 2013 | ゴッド・オブ・バイオレンス/シベリアの狼たち Deadly Code                  | クジア                                               | 日本劇場未公開                                                                    | 不明                                          |
| 2013 | REDリターンズ RED 2                                                      | マーヴィン・ボッグス                                 |                                                                                   | 樋浦勉                                        |
| 2014 | カットバンク Cut Bank                                                    | ローランド・ボーゲル保安官                           | 日本劇場未公開                                                                    | 西垣俊作                                      |
| 2014 | ペンギンズ FROM マダガスカル ザ・ムービー Penguins of Madagascar         | デーブ                                               | 声の出演                                                                          | 楠見尚己                                      |
| 2016 | ズーランダー NO.2 Zoolander 2                                            | Chazz Spencer                                        | 日本劇場未公開                                                                    | 不明                                          |
| 2016 | バーニング・オーシャン Deepwater Horizon                                 | ドナルド・ヴィドリン                                 |                                                                                   | 樋浦勉                                        |
| 2017 | アンロック/陰謀のコード Unlocked                                         | ボブ・ハンター                                       |                                                                                   | 樋浦勉                                        |
| 2017 | ワンダフル!ウエディング 〜結婚できる人できない人〜 The Wilde Wedding     | ローレンス・ダーリング                               | 兼製作総指揮 日本劇場未公開                                                       | 不明                                          |
| 2018 | キラー・ドッグ Bullet Head                                               | ウォーカー                                           | 別題『バレット・ヘッド』                                                          | 樋浦勉（Netflix版） 佐東充（ソフト版）        |
| 2018 | マイル22 Mile 22                                                         | ジェームズ・ビショップ                               |                                                                                   | 金尾哲夫                                      |
| 2018 | バード・ボックス Bird Box                                                | ダグラス                                             | Netflixオリジナル映画                                                             | 金尾哲夫                                      |
| 2019 | ベルベット・バズソー: 血塗られたギャラリー Velvet Buzzsaw                | ピアース                                             | Netflixオリジナル映画                                                             | 金尾哲夫                                      |
| 2019 | テッド・バンディ Extremely Wicked, Shockingly Evil and Vile              | エドワード・カワート                                 |                                                                                   | 金尾哲夫                                      |
| 2020 | ザ・ヴィランズ 〜悪党伝〜 Arkansas                                       | ブライト                                             | 日本劇場未公開                                                                    | 金尾哲夫                                      |
| 2020 | AVA/エヴァ Ava                                                           | デューク                                             |                                                                                   | 金尾哲夫                                      |
| 2021 | レッド・ブレイク Rogue Hostage                                           | サム・サフティ                                       |                                                                                   | 金尾哲夫                                      |
| 2021 | サバイバー2024 The Survivalist                                           | アーロン                                             | 日本劇場未公開                                                                    | 金尾哲夫                                      |
| 2022 | シャタード 美しき罠 Shattered                                            | ロナルド                                             |                                                                                   | 菊池康弘                                      |
| 2022 | Chariot                                                                  | Dr. Karn                                             | N/A                                                                               |                                               |
| 2022 | ガンズ&バレッツ CODE:White White Elephant                                | グレン・フォレット                                   | 小磯一斉                                                                          |                                               |
| 2022 | ワイルド・リベンジ Savage Salvation                                      | Peter                                                | 日本劇場未公開                                                                    | （吹替版なし）                                |
| 2022 | マインドケージ Mindcage                                                  | The Artist                                           | 日本劇場未公開                                                                    | （吹替版なし）                                |
| 2023 | Seneca: On the Creation of Earthquakes                                   | Seneca                                               |                                                                                   | N/A                                           |
| 2023 | One Ranger                                                               | Geddes                                               | N/A                                                                               |                                               |
| 2023 | Fool's Paradise                                                          | Ed Cote                                              | N/A                                                                               |                                               |
| 2023 | The Line                                                                 | Beach Miller                                         | N/A                                                                               |                                               |
| 2025 | Opus                                                                     | Alfred Moretti                                       |                                                                                   |                                               |
| 2025 | ファンタスティック4:ファースト・ステップ The Fantastic Four: First Steps | Ivan Kragoff / Red Ghost                             | 出演シーンカット                                                                  | N/A                                           |
| 2025 | In the Hand of Dante                                                     |                                                      |                                                                                   |                                               |
| 2025 | Sacrifice                                                                |                                                      |                                                                                   |                                               |
| 2115 | 100イヤーズ 100 Years                                                    | ヒーロー                                             | 兼脚本 完成フィルムは2115年11月18日まで保管                                       |                                               |

### テレビシリーズ
| 年               | 題名                                         | 役名                                     | 備考                     | 吹替           |
| ---------------- | -------------------------------------------- | ---------------------------------------- | ------------------------ | -------------- |
| 1989, 1993, 2008 | サタデー・ナイト・ライブ Saturday Night Live | 本人（ホスト）                           | 計3話出演                | N/A            |
| 2000             | レ・ミゼラブル Les Misérables                | ジャベール                               | 計4話出演                | 津嘉山正種     |
| 2002             | キング・オブ・キングス Napoléon              | Charles Talleyrand                       | 計4話出演                | てらそままさき |
| 2014             | クロスボーンズ/黒ひげの野望 Crossbones       | エドワード・ティーチ                     | 計9話出演                | 池田勝         |
| 2018             | ABC殺人事件 The ABC Murders                  | エルキュール・ポワロ                     | 計3話出演                | 石田圭祐       |
| 2018-2019        | ビリオンズ Billions                          | グリゴール・アンドロフ                   | 計6話出演                |                |
| 2019-2020        | ニュー・ポープ 悩める新教皇 The New Pope     | ヨハネ・パウロ3世 / ジョン・ブラノックス | 計9話出演                | 樋浦勉         |
| 2020-2022        | スペース・フォース Space Force               | エイドリアン・マロリー博士               | 計17話出演               | 金尾哲夫       |
| 2021-2023        | Ten Year Old Tom                             | Mr. B                                    | 声の出演 計20話出演      | N/A            |
| 2024             | ニュールック The New Look                    | ルシアン・カミーユ・ルロン               | 計7話出演                | 根本泰彦       |
| 2024             | リプリー Ripley                              | マイノー                                 | 第8話「VIII. NARCISSUS」 | 佐々木薫       |

### 製作
出演せずに製作・製作総指揮に携わった作品。
- 偶然の旅行者 The Accidental Tourist (1988)
- ゴーストワールド Ghost World (2001)
- JUNO/ジュノ Juno (2007)
- ヤング≒アダルト Young Adult (2011)
- ウォールフラワー The Perks of Being a Wallflower (2012)
- 雨の日は会えない、晴れた日は君を想う Demolition (2015)

## 日本語吹き替え
主に担当しているのは、以下の二人である。
樋浦勉
『ザ・シークレット・サービス』（テレビ朝日版）で初担当。代表作の多くを吹き替え、マルコヴィッチの声優として知られている。
樋浦自身、吹き替えをやりやすい俳優としてマルコヴィッチを挙げており、演じる上では「『ワー』とか『ギャー』とかいろんな声を使っていい役だと思うから、自分でもやってて楽しいですね。百面相みたいな顔してやるんだよ」と語り、マルコヴィッチ自身の容姿については「ひょっとこみたいな顔」と評した。特に『コン・エアー』での役を面白かった役として挙げている。2010年の映画『RED/レッド』では樋浦の持ち役であるブルース・ウィリス、リチャード・ドレイファスがマルコヴィッチと共演したものの、最終的に樋浦はマルコヴィッチの声を担当した。本作のマルコヴィッチの役（マーヴィン・ボッグス）については「やってて楽しい。だけどね、ハチャメチャな役を演じるっていうのは、結構難しい。そこは、外れない範疇で自分がうんと羽ばたくみたいな感じで思いっきりやらせてもらっています」と述べている。
金尾哲夫
『ザ・シークレット・サービス』（ソフト版）で初担当。樋浦と並んで多く吹き替えている。
2018年の『バード・ボックス』および『マイル22』を吹き替えてからは、専属に近い形で担当している。
このほかにも、池田勝、津嘉山正種、千田光男、大塚芳忠、土師孝也、壤晴彦、屋良有作、内田直哉なども複数回、声を当てている。